# Saw (serie di film)
(Jigsaw, frase ricorrente nei film della serie)

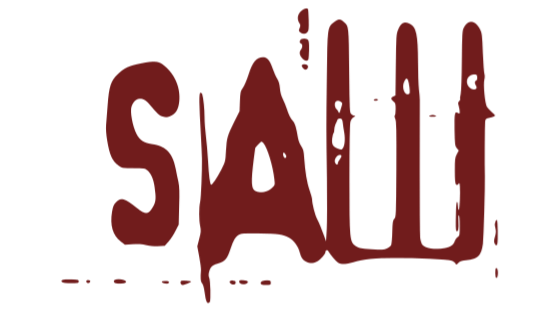
Logo del franchise

Saw è una serie cinematografica di genere thriller-horror a tema splatter, creata da James Wan e Leigh Whannell e composta finora da nove pellicole e uno spin-off, realizzate a partire dal 2004. 
La trama di questa serie di film ruota intorno all'astuto ed efferato John Kramer, alias Jigsaw, sofferente di un cancro al cervello in fase terminale, e ai suoi apprendisti. Le vittime vengono catturate e poste in trappole mortali, dalle quali è possibile uscire solitamente dopo mutilazioni e grandi sofferenze. Jigsaw mette alla prova le sue "cavie" (per lui, infatti, sono degli esperimenti) per vedere se sono degne di continuare a vivere una vita che fino a quel momento hanno disprezzato (ad esempio per tossicodipendenza, alcolismo o prostituzione). Nel finale di questi film vengono spesso lasciati dei dubbi la cui risposta è presente nei film successivi.

## Film
Le pellicole sono state fatte uscire negli Stati Uniti il venerdì prima di Halloween tranne Spiral - L'eredità di Saw e Saw X.

### Serie principale
- Saw - L'enigmista (Saw) (2004)
- Saw II - La soluzione dell'enigma (Saw II) (2005)
- Saw III - L'enigma senza fine (Saw III) (2006)
- Saw IV (2007)
- Saw V (2008)
- Saw VI (2009)
- Saw 3D - Il capitolo finale (Saw 3D) (2010)
- Saw Legacy (Jigsaw) (2017)

### Spin-off
- Spiral - L'eredità di Saw (Spiral: From the Book of Saw) (2021)

### Midquel
- Saw X (2023)

## Personaggi e interpreti
| Personaggio          | Film                     | Film                                     | Film                                 | Film            | Film            | Film              | Film                               | Film                  | Film                             | Film            | Film            |
| Personaggio          | Saw - L'enigmista (2004) | Saw II - La soluzione dell'enigma (2005) | Saw III - L'enigma senza fine (2006) | Saw IV (2007)   | Saw V (2008)    | Saw VI (2009)     | Saw 3D - Il capitolo finale (2010) | Saw Legacy (2017)     | Spiral - L'eredità di Saw (2021) | Saw X (2023)    | Saw XI (TBA)    |
| -------------------- | ------------------------ | ---------------------------------------- | ------------------------------------ | --------------- | --------------- | ----------------- | ---------------------------------- | --------------------- | -------------------------------- | --------------- | --------------- |
| John Kramer Jigsaw   | Tobin Bell               | Tobin Bell                               | Tobin Bell                           | Tobin Bell      | Tobin Bell      | Tobin Bell        | Tobin Bell                         | Tobin Bell            |                                  | Tobin Bell      | Tobin Bell      |
| Billy il Pupazzo     | Tobin Bell               | Tobin Bell                               | Tobin Bell                           | Tobin Bell      | Tobin Bell      | Tobin Bell        | Tobin Bell                         | Tobin Bell            |                                  | Tobin Bell      | Tobin Bell      |
| Amanda Young         | Shawnee Smith            | Shawnee Smith                            | Shawnee Smith                        | Shawnee Smith   | Shawnee Smith   | Shawnee Smith     | Shawnee Smith                      |                       |                                  | Shawnee Smith   | Shawnee Smith   |
| Mark Hoffman         |                          |                                          | Costas Mandylor                      | Costas Mandylor | Costas Mandylor | Costas Mandylor   | Costas Mandylor                    |                       |                                  | Costas Mandylor | Costas Mandylor |
| Jill Tuck            |                          |                                          | Betsy Russell                        | Betsy Russell   | Betsy Russell   | Betsy Russell     | Betsy Russell                      |                       |                                  |                 |                 |
| Lawrence Gordon      | Cary Elwes               |                                          |                                      |                 |                 |                   | Cary Elwes                         |                       |                                  |                 |                 |
| Adam Faulkner        | Leigh Whannell           | Leigh Whannell                           | Leigh Whannell                       |                 |                 |                   | Leigh Whannell (cameo)             |                       |                                  |                 |                 |
| Zep Hindle           | Michael Emerson          | Michael Emerson                          | Michael Emerson                      |                 |                 |                   | Michael Emerson                    |                       |                                  |                 |                 |
| David Tapp           | Danny Glover             |                                          | Danny Glover                         |                 | Danny Glover    |                   |                                    |                       |                                  |                 |                 |
| Steven Sing          | Ken Leung                |                                          | Ken Leung                            |                 | Ken Leung       |                   |                                    |                       |                                  |                 |                 |
| Allison Kerry        | Dina Meyer               | Dina Meyer                               | Dina Meyer                           | Dina Meyer      |                 |                   |                                    |                       |                                  |                 |                 |
| Eric Matthews        |                          | Donnie Wahlberg                          | Donnie Wahlberg                      | Donnie Wahlberg | Donnie Wahlberg |                   |                                    |                       |                                  |                 |                 |
| Daniel Rigg          |                          | Lyriq Bent                               | Lyriq Bent                           | Lyriq Bent      | Lyriq Bent      |                   |                                    |                       |                                  |                 |                 |
| Daniel Matthews      |                          | Erik Knudsen                             | Erik Knudsen                         | Erik Knudsen    |                 |                   | Erik Knudsen                       |                       |                                  |                 |                 |
| Jeff Denlon          |                          |                                          | Angus Macfadyen                      | Angus Macfadyen | Angus Macfadyen | Angus Macfadyen   |                                    |                       |                                  |                 |                 |
| Lynn Denlon          |                          |                                          | Bahar Soomekh                        | Bahar Soomekh   | Bahar Soomekh   | Bahar Soomekh     | Bahar Soomekh                      |                       |                                  |                 |                 |
| Peter Straham        |                          |                                          |                                      | Scott Patterson | Scott Patterson | Scott Patterson   |                                    |                       |                                  |                 |                 |
| Lindsey Perez        |                          |                                          |                                      | Athena Karkanis | Athena Karkanis | Athena Karkanis   |                                    |                       |                                  |                 |                 |
| Art Blank            |                          |                                          |                                      | Justin Louis    | Justin Louis    |                   | Justin Louis                       |                       |                                  |                 |                 |
| Dan Erickson         |                          |                                          |                                      |                 | Mark Rolston    | Mark Rolston      |                                    |                       |                                  |                 |                 |
| Mallick              |                          |                                          |                                      |                 | Greg Bryk       |                   | Greg Bryk                          |                       |                                  |                 |                 |
| Brit                 |                          |                                          |                                      |                 | Julie Benz      |                   |                                    |                       |                                  |                 |                 |
| William Easton       |                          |                                          |                                      |                 |                 | Peter Outerbridge | Peter Outerbridge                  |                       |                                  |                 |                 |
| Bobby Dagen          |                          |                                          |                                      |                 |                 |                   | Sean Patrick Flanery               |                       |                                  |                 |                 |
| Matt Gibson          |                          |                                          |                                      |                 |                 |                   | Chad Donella                       |                       |                                  |                 |                 |
| Logan Nelson         |                          |                                          |                                      |                 |                 |                   |                                    | Matt Passmore         |                                  |                 |                 |
| Halloran             |                          |                                          |                                      |                 |                 |                   |                                    | Callum Keith Rennie   |                                  |                 |                 |
| Keith Hunt           |                          |                                          |                                      |                 |                 |                   |                                    | Clé Bennett           |                                  |                 |                 |
| Eleanor Bonneville   |                          |                                          |                                      |                 |                 |                   |                                    | Hannah Emily Anderson |                                  |                 |                 |
| Anna                 |                          |                                          |                                      |                 |                 |                   |                                    | Laura Vandervoort     |                                  |                 |                 |
| Ryan                 |                          |                                          |                                      |                 |                 |                   |                                    | Paul Braunstein       |                                  |                 |                 |
| Mitch                |                          |                                          |                                      |                 |                 |                   |                                    | Mandela Van Peebles   |                                  |                 |                 |
| Carly                |                          |                                          |                                      |                 |                 |                   |                                    | Brittany Allen        |                                  |                 |                 |
| Edgar Munsen         |                          |                                          |                                      |                 |                 |                   |                                    | Josiah Black          |                                  |                 |                 |
| Ezekiel "Zeke" Banks |                          |                                          |                                      |                 |                 |                   |                                    |                       | Chris Rock                       |                 |                 |
| William Schenk       |                          |                                          |                                      |                 |                 |                   |                                    |                       | Max Minghella                    |                 |                 |
| Angie Garza          |                          |                                          |                                      |                 |                 |                   |                                    |                       | Marisol Nichols                  |                 |                 |
| Marcus Banks         |                          |                                          |                                      |                 |                 |                   |                                    |                       | Samuel L. Jackson                |                 |                 |
| Kara Boswick         |                          |                                          |                                      |                 |                 |                   |                                    |                       | Zoie Palmer                      |                 |                 |
| Chada                |                          |                                          |                                      |                 |                 |                   |                                    |                       | Nazneen Contractor               |                 |                 |

## Trama della serie

### Saw - L'enigmista
Il medico Lawrence Gordon e il fotografo Adam Faulkner si ritrovano incatenati in uno sporco bagno, al centro del quale c'è un cadavere con in mano una pistola e un registratore. Entrambi non ricordano nulla di come siano finiti in quella situazione. Attraverso un messaggio registrato scoprono che Gordon dovrà uccidere Adam, altrimenti sua moglie e sua figlia, tenuti in ostaggio da un certo Zep Hindle, moriranno. I due non si arrendono e cercano il modo di liberarsi dal gioco sadico condotto dal riabilitatore Jigsaw, un omicida che pone le sue vittime in trappole da cui devono liberarsi per testare il loro attaccamento alla vita. Dopo che il detective Tapp muore in una sparatoria nel tentativo di salvare la famiglia di Gordon da Zep, quest'ultimo si reca nel bagno per uccidere Lawrence, che nel frattempo si è tagliato con un seghetto il piede per prendere la pistola del morto e sparare ad Adam. Tuttavia questi, che si fingeva senza vita, aggredisce Zep e gli fracassa la testa con la tavola di marmo del gabinetto. Lawrence lascia il bagno strisciando per cercare aiuto. Adam, una volta trovatosi solo nella stanza, scopre la verità attraverso una videocassetta, che rivela che Zep era anche lui un partecipante del gioco e il cadavere è in realtà il suo autore, che si fingeva morto per godersi lo spettacolo in prima persona. Jigsaw è John Kramer, un insospettabile malato di cancro terminale. Adam è sconvolto, ma l'uomo imperterrito si alza e chiude la porta lasciandolo incatenato nel buio a morire. Il film si conclude con le grida disperate di Adam.

### Saw II - La soluzione dell'enigma
Dopo la fallita riabilitazione di un informatore della polizia, John (Jigsaw) lascia sulla scena del crimine un indizio per il detective Eric Matthews, che lo conduce presso di lui in uno stabilimento abbandonato. Matthews vi si reca con la SWAT, il suo comandante Daniel Rigg e la detective Kerry, e insieme arrestano John. Jigsaw non si fa portar via, perché con una fila di monitor mostra a Eric che suo figlio Daniel si trova rinchiuso in una casa assieme ad altre sette persone, tra cui anche Amanda (una sopravvissuta a una trappola nel primo film). Nella casa è stato diffuso il Sarin, un gas nervino letale incolore e inodore, e se i prigionieri non si inietteranno delle siringhe di atropina nascoste nella casa entro due ore, moriranno. Se Eric vorrà rivedere Daniel sano e salvo dovrà stare per tutto il tempo ad ascoltare John, che desidera parlargli. Mentre la catena di morte si dipana all'interno della casa, Eric perde il controllo e, contravvenendo agli ordini, estorce con la violenza a John l'indirizzo e si reca lì con lui. All'interno della casa trova solo i cadaveri e non c'è traccia degli unici sopravvissuti Daniel e Amanda. Raggiunto il bagno in cui è ambientato il primo film, viene aggredito da una figura misteriosa che indossa una maschera dalle fattezze di un maiale. Risvegliatosi incatenato al piede, scopre che è Amanda, complice di Jigsaw. Per superare il test, avrebbe dovuto ascoltare John tutto il tempo capendo così che era davanti solo a delle registrazioni e che suo figlio è già altrove, sano e salvo. Infine, in una scena che ricorda la chiusura del primo film, Amanda chiude Eric nel bagno.

### Saw III - L'enigma senza fine
Amanda, erede di John, prepara dei giochi rapendo Troy, un uomo che ha passato la sua vita entrando e uscendo dalla prigione, e la detective Kerry. Queste trappole, a differenza di quelle di Saw, non lasciano via di fuga; infatti sia Troy che Kerry muoiono nonostante avessero fatto ciò che era stato loro indicato. Successivamente Amanda rapisce la dottoressa Lynn dell'ospedale di Gordon; questa viene portata nella stanza dove c'è John in un letto, in fin di vita. Amanda pone sul collo di Lynn un collare pieno di pallettoni di fucile che esploderanno nel caso in cui l'elettrocardiogramma di John dovesse indicare che egli è morto. Viene dunque rivelato che c'è un altro uomo sotto test, il marito di lei, Jeff, che ha perso il figlio in un incidente stradale; dovrà decidere se salvare alcune persone implicate o lasciarle morire. Lynn verrà liberata dal collare se quest'uomo supererà i giochi e se lei sarà riuscita a tenere in vita Jigsaw fino a quel momento. Alla fine Amanda spara a Lynn, perché gelosa di come John le si approcci con gentilezza, e Jeff, che nel frattempo ha raggiunto la stanza senza riuscire a salvare nessuno; appena entra l'uomo spara a sua volta ad Amanda, colpendola al collo e infine taglia la gola a John con una sega circolare. Morto l'Enigmista, perisce anche Lynn, uccisa dal collare che inevitabilmente detona distruggendole la faccia.

### Saw IV
Durante l'autopsia del corpo di John viene trovato nel suo stomaco un nastro, indirizzato al detective Mark Hoffman. Da qui inizia una sorta di flashback. Nel frattempo la polizia riesce a scoprire il luogo dove si trova il cadavere della detective Kerry; qui sopraggiungono l'agente Peter Strahm e l'agente Perez dell'FBI, che ipotizzano la presenza di un secondo complice, oltre ad Amanda, mentre l'agente Daniel Rigg è convinto che il detective Eric Matthews sia ancora vivo e non si sarebbe dato pace finché non l'avesse ritrovato. Una sera, l'agente Rigg, solo nella sua casa, viene colpito alle spalle da un uomo misterioso e si risveglia nella sua vasca da bagno. Uscito dal bagno, vede la televisione accendersi e apparire il pupazzo Billy, che lo informa che Eric è ancora vivo e si trova appeso con una corda al soffitto di una stanza in cui c'è anche Hoffman, imbavagliato e legato a una sedia elettrica. Se Rigg vuole salvare entrambi, dovrà sottoporsi a quattro mortali giochi, durante i quali gli viene chiesto di non fare nulla per salvare le vittime. Finiti i test, raggiunge il luogo in cui i detective sono tenuti in trappola. Dopo che entra nella camera appena prima dello scadere del tempo, vede il detective Matthews morire dopo che due blocchi di ghiaccio gli sfracellano la testa. Mentre agonizza, Hoffman si libera ed esce dalla stanza, svelando di essere anch'egli un seguace dell'enigmista. Contemporaneamente l'agente Strahm raggiunge la stanza in cui si trova Jeff alla fine del terzo film e, vedendo che gli punta addosso la sua pistola (scarica), gli spara uccidendolo. Successivamente il film finisce con Hoffman che rinchiude Strahm in quella stanza: Saw III e Saw IV si svolgono contemporaneamente e finiscono nello stesso momento e nello stesso luogo.

### Saw V
Appena dopo il finale di Saw IV l'agente Strahm, narcotizzato da un Hoffman travestito, scampa all'ennesima trappola, mentre lo stesso tenente Hoffman, per aver ritrovato Corbett, figlia di Jeff, viene promosso di grado e acclamato da tutti gli altri poliziotti come un eroe. Strahm inizia però a sospettare che Hoffman sia diventato l'erede di John. Durante il film, un gruppo di cinque prigionieri dovrà sopravvivere a delle prove per liberarsi. Alla fine gli ultimi due sopravvissuti scoprono che, per superare nel modo migliore il test, essi dovevano collaborare tra loro e sopravvivere fino alla fine. Dopo essersi tagliati in due con una sega circolare un braccio e la mano nel tentativo di raccogliere cinque litri di sangue, vengono trovati morenti dalla polizia. L'agente Strahm, poi accusato dei crimini di Jigsaw grazie alle prove inquinate create da Hoffman, ha una colluttazione con lui. Nel finale, al termine della lotta, muore schiacciato da due pareti mobili.

### Saw VI
Chiusi in due celle attigue, Eddie e Simone sono costretti ad indossare un macchinario diabolico che potrebbe fracassare il loro cranio. Per non farlo attivare, i due devono tagliare con le proprie mani parti del loro corpo. Chi si sarà privato di più carne, sarà salvo. Nel frattempo, Hoffman cerca di incastrare Strahm affinché il suo oscuro segreto non venga rivelato. Gli aganti Perez ed Erickson, tuttavia, iniziano a notare una serie di coincidenze sospette riguardo gli ultimi crimini di Kramer, ma non hanno abbastanza prove per formulare una nuova teoria. Dopo aver incontrato Jill Tuck, ex moglie di Jigsaw, Hoffman rapisce William Easton, che tempo prima rifiutò i fondi per una cura sperimentale a Kramer. L'agente, tuttavia, non può godersi lo spettacolo perché viene richiamato dai suoi colleghi che sospettano che Strahm non sia l'emulatore. Incastrato da una prova schiacciante, Hoffman è costretto ad agire in fretta per eliminare gli scomodi testimoni. I piani del discepolo dell'Enigmista subiscono un'altra rovinosa battuta d'arresto, quando William supera le prove e Jill tende un'imboscata all'agente, seguendo le indicazioni contenute nelle lettere di Kramer.

### Saw 3D - Il capitolo finale
Bobby Dagen, proclamatosi sopravvissuto alle trappole di Saw, è diventato celebre e si è arricchito grazie a questa sua fatidica esperienza, scrivendo libri e partecipando a show televisivi. Dopo una terapia di gruppo con gli altri sopravvissuti a John, tra cui il dottor Gordon, Bobby viene colpito alle spalle e si ritrova in una gabbia. Un videomessaggio del pupazzo Billy lo informa che essendo un impostore, dato che non è mai stato rapito da John né ha mai affrontato i suoi giochi, dovrà affrontare delle prove per impedire la morte della moglie, che alla fine del film non riuscirà ad evitare. Hoffman, che uccide Jill Tuck, la vedova di John, continua a bruciare le tracce del suo passato ma alla fine del film viene aggredito da tre persone mascherate, tra cui il dottor Gordon. In una scena analoga alla chiusura dei primi due film, viene incatenato e rinchiuso al buio a morire.

### Saw Legacy
Un ladruncolo, Edgar Munsen, viene braccato dalla polizia mentre è intento, tramite un telecomando, ad avviare il nuovo gioco, essendo anche lui una vittima dello stesso. Infatti cinque persone si ritrovano intrappolate nella vecchia fattoria di Jill Tuck, all'interno della quale dovranno attraversare il "sentiero della confessione", ammettendo le proprie colpe o affrontare le brutali conseguenze. Nel frattempo il detective Halloran e i medici legali Logan Nelson ed Eleanor Bonneville indagano sul caso, iniziando a sospettare l'uno dell'altro, incapaci di accettare che dietro a tutto vi possa essere la mano di John Kramer, morto ormai da 10 anni. Logan è, in realtà, il nuovo discepolo dell'enigmista, quello più vicino alle logiche di John Kramer.

### Spiral - L'eredità di Saw
C'è qualcuno che si ispira a John Kramer per proporre giochi sempre più sadici: per esempio un detective che si è macchiato di reiterate false testimonianze si ritrova appeso con la lingua al soffitto di un tunnel ferroviario e può salvarsi dal treno che arriva solo mozzandosela. A indagare c'è il solitario e pignolo Zeke Banks, figlio di un ex capitano e malvisto dai suoi colleghi. Gli omicidi proseguono con nuove vittime nella polizia e Banks, in una fabbrica abbandonata, scopre che il colpevole è un suo collega, William, che ha messo su un pittoresco piano per ripulire le forze dell'ordine da quella corruzione troppe volte volutamente nascosta dal padre di Zeke, Marcus, rapito dal nuovo enigmista e legato con alcune armi appresso; alcuni agenti cadono nell'equivoco, irrompono nello stabile e, traditi dalla poca luce, crivellano di colpi l'ex capitano mentre William fugge via e Zeke urla disperato.

### Saw X
Ambientato tra gli eventi del primo e secondo film, un John Kramer disperato a causa del cancro che lo sta uccidendo si sottopone a una cura sperimentale e miracolosa in Messico, solo per scoprire che in realtà si tratta di una truffa messa in piedi dalla sadica dottoressa Cecilia Pederson e dai suoi complici per derubare i più vulnerabili. Ispirato da un nuovo obiettivo, John ordisce la sua vendetta, così, insieme all'apprendista Amanda Young, rapisce Cecilia e i suoi (il tassista Diego, la prostituta Valentina, il veterinario Mateo e la tossicodipendente Gabriela) per porli in diversi giochi mortali, dai quali si salva unicamente Diego, mentre Gabriela, seppur sopravvissuta al proprio test, viene uccisa da Cecilia, riuscita a liberarsi grazie all'intervento del suo partner e amante Parker Sears. Cecilia e Parker colgono di sorpresa John e Amanda, rendendoli loro prigionieri e costringendo John a immolarsi in una sua stessa trappola per salvare Carlos, un bambino diventato amico dell'uomo. Proprio quando sembra che Cecilia e Parker abbiano la meglio, scatta un timer che li blocca all'interno di una stanza che si riempe man mano di un gas chimico nocivo, facendo partire l'ultimo gioco in serbo per loro e liberando John, Amanda e Carlos: Cecilia uccide Parker per usufruire dell'unico foro di uscita in una parete con cui poter respirare e rimane lì in balia del suo destino mentre John, Amanda e il piccolo Carlos abbandonano il posto all'alba di un altro giorno. Infine John, con l'aiuto del suo altro apprendista Mark Hoffman, si prende la sua rivincita anche su Henry Kessler, un uomo conosciuto a un circolo di supporto per malati di cancro che lo aveva indirizzato presso la compagnia della Pederson, sostenendo di esserne stato falsamente guarito. John e Mark posiziano Henry nel bagno del primo film e lo osservano compiaciuti affrontare il suo gioco fatale.

## Incassi
| Anno   | Titolo  | Budget $    | Weekend d'esordio $ | Incasso statunitense $ | Incasso mondiale $ | Incasso italiano € |
| ------ | ------- | ----------- | ------------------- | ---------------------- | ------------------ | ------------------ |
| 2004   | Saw     | 1.200.000   | 18.276.468          | 55.185.045             | 103.096.345        | 4.949.327          |
| 2005   | Saw II  | 4.000.000   | 31.725.652          | 87.039.965             | 147.748.505        | 5.186.622          |
| 2006   | Saw III | 10.000.000  | 33.610.391          | 80.238.724             | 164.874.275        | 3.661.708          |
| 2007   | Saw IV  | 10.000.000  | 31.756.764          | 63.300.095             | 139.352.633        | 2.783.903          |
| 2008   | Saw V   | 10.800.000  | 30.053.954          | 56.746.769             | 113.864.059        | 2.382.715          |
| 2009   | Saw VI  | 11.000.000  | 14.118.444          | 27.693.292             | 68.233.629         | 1.888.000          |
| 2010   | Saw 3D  | 17.000.000  | 22.530.123          | 45.710.178             | 136.150.434        | 7.037.160          |
| 2017   | Legacy  | 10.000.000  | 16.640.452          | 38.052.832             | 102.952.888        | 2.876.542          |
| 2021   | Spiral  | 20.000.000  | 8.750.034           | 23.216.862             | 40.618.920         | 339.132            |
| 2023   | Saw X   | 13.000.000  | 18.309.301          | 53.607.898             | 106.226.238        | 3.686.288          |
| Totale | Totale  | 107.000.000 | 234.631.131         | 530.791.660            | 1.123.117.926      | 31.914.854         |

## Videogiochi
- Dalla serie cinematografica è stato tratto un videogioco, intitolato Saw, sviluppato da Konami e al quale l'attore Tobin Bell ha partecipato, prestando la sua voce al personaggio dell'Enigmista.
- Dal 31 ottobre 2010 è disponibile il sequel del videogioco, sempre della Konami intitolato Saw II - Flesh & Blood, disponibile per Xbox360 e PS3.
- Amanda Young è disponibile come personaggio giocabile all'interno del videogioco Dead by Daylight.